# Freddy Fazbear’s Pizzeria Simulator
A Freddy Fazbear’s Pizzeria Simulator egy gazdasági szimulátor és túlélőhorror videójáték, a Five Nights at Freddy’s sorozat "hatodik" része. Készítője Scott Cawthon.

## Játékmenet
A játék leginkább két nagyobb részből áll. Nappal a saját éttermünket fejleszthetjük: vehetünk robotokat, dekorációkat és egyéb kellékeket. A különböző megvett eszközökön minijátékokat játszhatunk, melyek közül néhányból fontos részleteket tudhatunk meg a történetről. A nappali műszak után egy sötét szobába kerülünk, ahol egy leselejtezett robot ül velünk szemben. Dönthetünk, hogy megtartjuk vagy nem, és ha igen, utána le kell ellenőrizni a robot érzékelését különböző hangtesztekkel. Éjjel a feladatunk az éttermünk felügyelete, és az, hogy megvédjük magunkat a leselejtezett robotoktól.

## Történet
Mint a játék végén kiderül, az egész étterem egy csapda volt Michael, a játékos számára, amit nem más állított, mint a Kazettás Ember (aki nagy valószínűséggel Henry a Five Nights at Freddy’s: The Silver Eyes című regényből. Mindenkit idehozott, William Afton lányát – vagyis Michael húgát, Elizabeth-et–, a saját lányát, valamint magát a gyilkost, William Aftont is. Az épületet végül felgyújtják, és mindenki meghal. Henry elmondása szerint legtöbbjükre béke vár, de "öreg barátja" (Valószínűleg Scraptrap/William Afton) számára a pokol legmélyebb bugyra nyílt meg hogy eleméssze, és mint kiderült az Ultimate Custom Nightból arra ítéltetett hogy örökké kínozzák az általa teremtett animatronikok. 

## Szereplők
- ScrapBaby: Circus Baby - miután megszökött a Circus Baby Pizza Wordból - összeveszett a többi animatronikkal ( F. Freddy, F. Foxy, Ballora,és Baby alkották Ennardot), hogy ki legyen a vezér. Baby végül megszökött, és visszatért a létesítménybe új testet építeni magának. A második éjszakán kerül elő a szemetek közül. A történet végén bent ég a többiekkel együtt.
- ScrapTrap( Afton): Miután a Fazbear Fright leégett, Springtrap megszökött, és sok évig bújkált. Az 5.-ik rész végén (az egyik befejezés mutatja meg) egy csatornában kóborol. Annyira leammortizálódott, hogy új testet épít magának. A történet végén ő is elég.
- Lefty: Egy jó állapotban lévő robot, akiről kiderül, hogy nem más van a jelmezben, mint Puppet.
- Molten Freddy: Sok évvel később az eltűnt Funtime Freddyt egy pizzéria melletti sikátorban találják meg. Drótok, alkatrészek meg egyebek romhalmaza. A történet végén ő is elég.

## További robotok
Rockstar Robotok
- Rockstar Freddy
- Rockstar Bonnie
- Rockstar Chica
- Rockstar Foxy

Medicore Melodies
- Mr. Hippo
- Orville Elephant
- Happy Frog
- Pigpatch
- Nedd Bear

Traditional Robots
- Scraptrap
- Lefty
- Mr. Chip
- MusicMan

Trash and the Gang
- Mr. Box
- Stan the Pan
- Mr. Bucket
- Ballon
- Mr. Hugs
- #1 Crate

További animatronikok
- Security Puppet
- Helpy
- Scraptrap

## Emberek és további szereplők a játékban
- Michael Afton
- Kazettás Ember ( Henry a,, The Silver Eyes,, - ből.)
- Professional Unit
- kislány a minijátékból (valószínűleg Elizabeth Afton, William kislánya)
- gyerekek a minijátékból
- karpereces kislány a minijátékból ( utólag kiderül, hogy az ő lelke került Puppet testébe)